# Dorfkirche Schlepkow

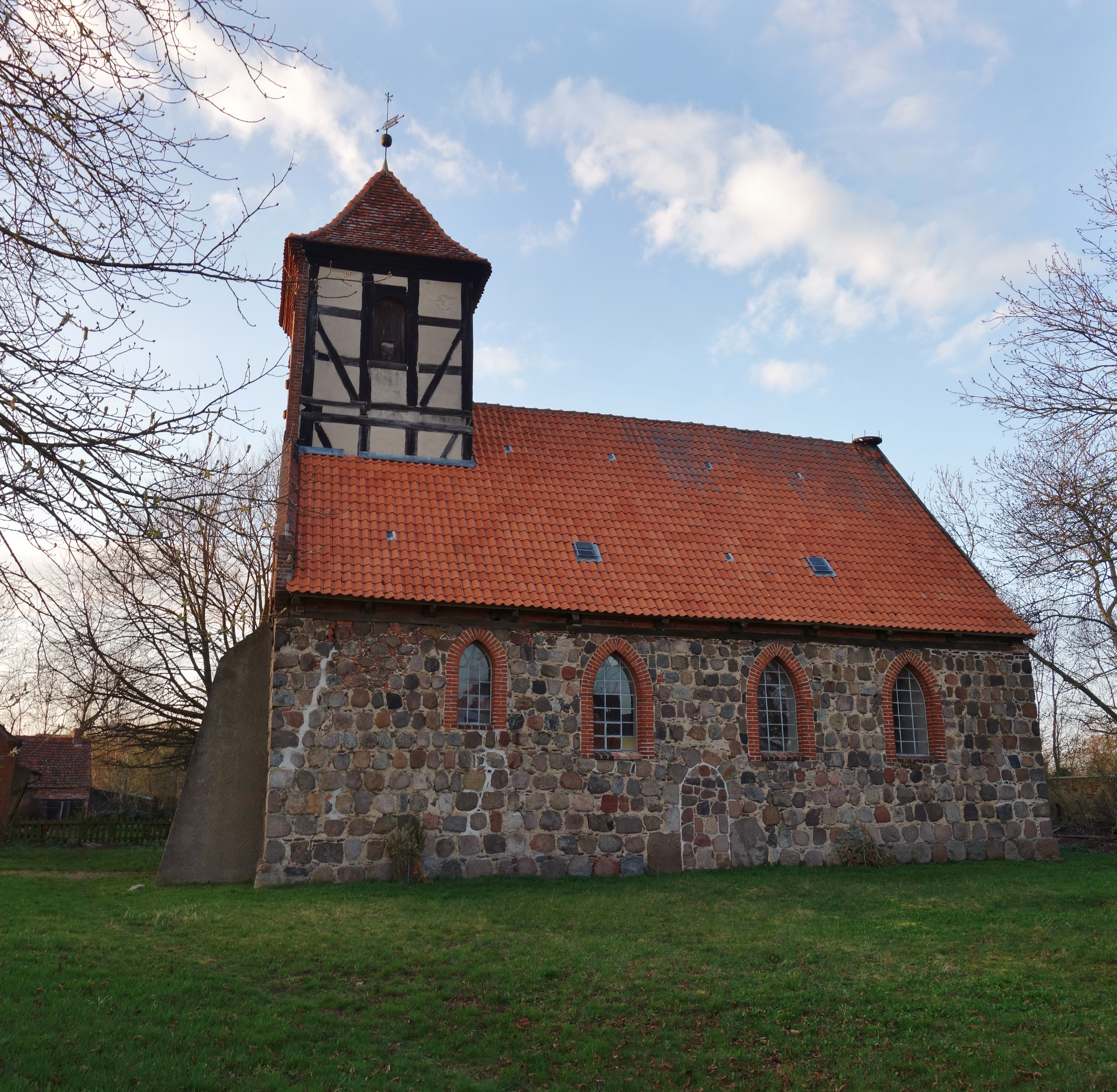
Dorfkirche Schlepkow

Die evangelische Dorfkirche Schlepkow ist eine Feldsteinkirche aus der zweiten Hälfte des 13. Jahrhunderts in Schlepkow, einem Ortsteil der Gemeinde Uckerland im Landkreis Uckermark im Land Brandenburg. Die Kirchengemeinde gehört zum Pfarramt Hetzdorf der Propstei Pasewalk im Pommerschen Evangelischen Kirchenkreis der Evangelisch-Lutherischen Kirche in Norddeutschland.

## Lage
Die Bundesstraße 198 führt von Nordwesten kommend in südöstlicher Richtung nördlich der Gemarkung am Ort vorbei. Von ihr zweigt die Straße Schlepkow nach Südwesten und erschließt dort das Dorf. Die Kirche steht im Zentrum des Straßendorfes nördlich dieser Verbindung auf einem Grundstück, das mit einer Mauer aus unbehauenen und nicht lagig geschichteten Feldsteinen eingefriedet ist.

## Geschichte
Schlepkow wurde 1321 erstmals als Slepecow urkundlich erwähnt. Das Bauwerk entstand in der zweiten Hälfte des 13. Jahrhunderts errichtet. Ernst Fidicin schrieb dazu in seinen Territorien der Mark Brandenburg: Oder Geschichte der einzelnen Kreise, Städte, Rittergüter und Dörfer in derselben, Band IV. Die Kreise Prenzlau, Templin und Angermünde, Berlin, dass sie schon „seit alters her“ eine Tochterkirche von Hetzdorf war und zum Bistum Cammin gehörte. Allerdings waren 1543 weder Pfarrhof noch Pfarrhufen vorhanden. Das Kirchenpatronat lag bei den Gutsherren von Blankenburg zu Wolfshagen. Matthias Friske fand in seinem Werk Die mittelalterlichen Kirchen in der nördlichen und östlichen Uckermark: Geschichte – Architektur – Ausstattung heraus, dass es in diesem Jahr außerdem ungefähr 60 Schock (=Kommunikanten) sowie in der Kirche einen Kelch gab. Dieser war 1557 weiterhin vorhanden; allerdings war eine Monstranz hinzugekommen. Im Jahr 1600 gab es zusätzlich eine Patene, eine alte Kasel, einen Messingleuchter sowie eine Kirchenordnung. Im 18. Jahrhundert erhielt die Kirche einen Turmaufsatz. Zur gleichen Zeit wurde der Giebel der Ostwand in Fachwerk erstellt. Im Jahr 1722 kam eine Glocke in den Turm, die 1722 von Michael Begun in Friedland gegossen wurde. Um 1850 wurde der westliche Giebel sowie die westliche Turmseite mit Mauersteinen verblendet sowie die Fenster spitzbogenförmig vergrößert. Im Jahr 1986 sanierte ein Unternehmen aus Stolpe die Turmkugel sowie die Wetterfahne. Weiterhin wurden das Kirchendach sowie der Turm saniert.

## Baubeschreibung

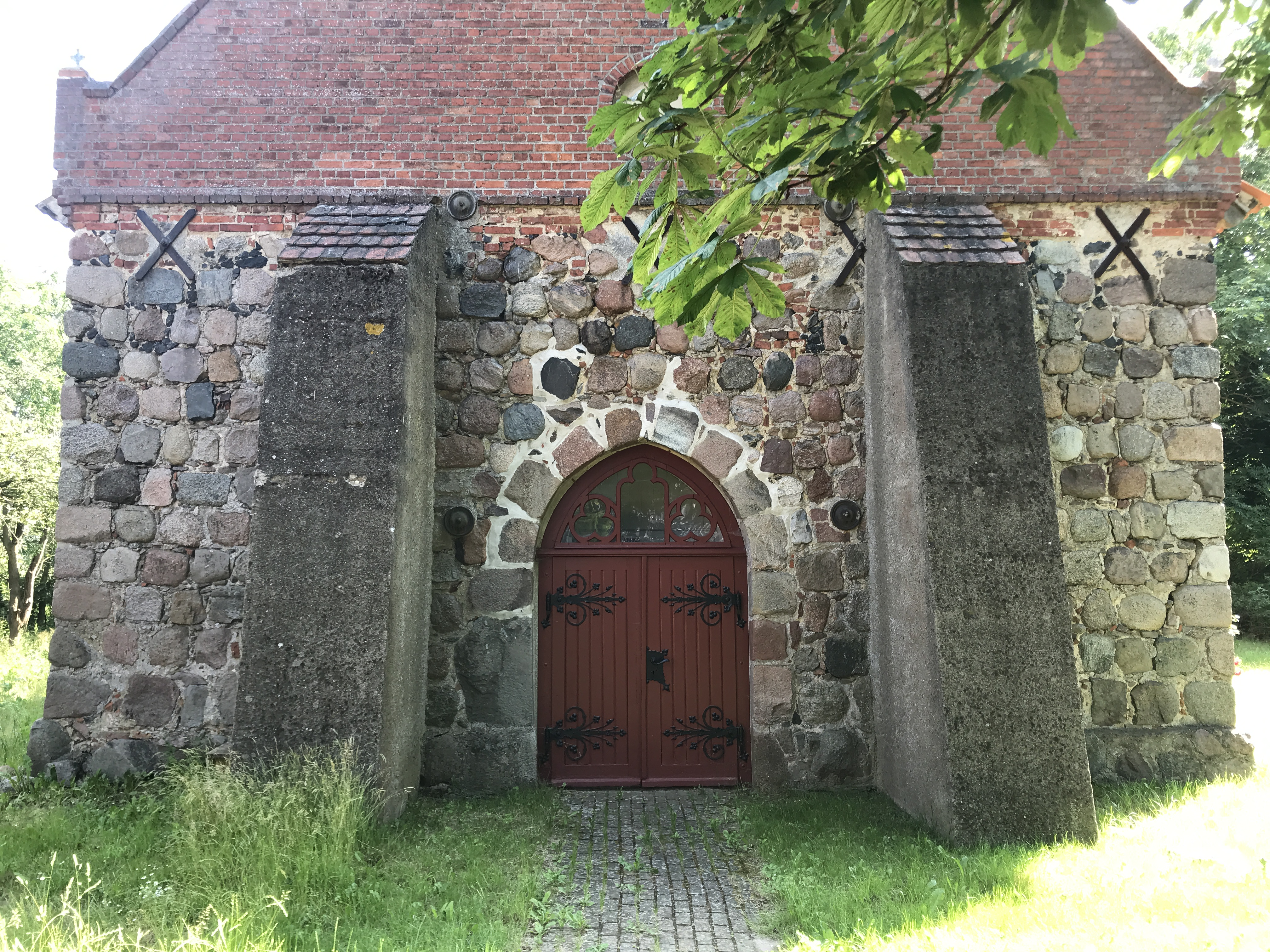
Westportal

Das Bauwerk entstand im Wesentlichen aus Feldstein, die behauen und im unteren Bereich weitgehend lagig geschichtet wurden. Im oberen Bereich sind teilweise erhebliche Ausbesserungsarbeiten erkennbar. Die Kirche steht auf einem leicht hervortretenden Sockel; ebenfalls aus Feldsteinen. Der Chor ist gerade und nicht eingezogen. An der Ostseite sind zwei neugotisch vergrößerte, spitzbogenförmige Fenster. Mittig ist ein zugesetztes, lanzettförmiges Fenster, so dass das Bauwerk ursprünglich vermutlich eine Dreifenstergruppe besaß. Die veränderte Laibung wurde aus rötlichem Mauerstein erstellt. Der Ostgiebel besteht aus Fachwerk, das Gefach ebenfalls als rötlichen Mauersteinen.
Das Kirchenschiff hat einen rechteckigen Grundriss. An der Nordwand sind drei, an der Südwand vier ebenfalls spitzbogenförmige Fenster. Dort ist mittig eine mit Feldsteinen zugesetzte Pforte erkennbar. Das jeweils westlich gelegene Fenster ist kleiner und höher gesetzt. An dieser Seite sind keine weiteren Ausbesserungsarbeiten erkennbar, so dass die vier Fenster an Stelle der ursprünglichen Öffnungen liegen könnten.
Der Zugang erfolgt von Westen her durch den schiffsbreiten Kirchturm. Dort ist ein großes, spitzbogenförmiges Portal, das von zwei mächtigen verputzten Strebepfeilern begleitet wird. Der darüberliegende Giebel wurde aus Mauersteinen errichtet. An der Westwand ist mittig ein zugesetztes Ochsenauge, darüber zwei spitzbogenförmige Blenden. Die drei verbleibenden Seiten wurden ebenfalls aus Fachwerk errichtet. Während im Westgiebel zwei spitzbogenförmige Klangarkaden verbaut wurden, sind sie an den übrigen Seiten hochrechteckig. Der Turm schließt mit einem Pyramidendach mit Turmkugel und Wetterfahne ab.

## Ausstattung
Die Kirchenausstattung bestehend aus Kanzel, Fünte und Gestühl besteht einheitlich aus der ersten Hälfte des 17. Jahrhunderts. Der Altar wurde in den 1970er Jahren entfernt, so dass lediglich noch der Stipes vorhanden ist. Er könnte noch aus dem Mittelalter stammen. Die sechseckige Fünte ist mit Bildern der Evangelisten sowie aus der Bibel geschmückt. Weiterhin gibt es einen rund 15 cm hohen Kelch mit einem Sechspassfuß. Der Griff ist mit Blattwerk und Zapfen geschmückt und trägt die Buchstaben IHS sowie V, D, M und I für Verbum Domini manet  aeternum (Das Wort des Herrn bleibt in Ewigkeit). Er stammt vermutlich aus dem ausgehenden Mittelalter.
Das Bauwerk ist in seinem Innern flach gedeckt. Im Innenraum gibt es in rund drei Metern Höhe einen Mauerrücksprung. Matthias Friske vermutet, dass es sich dabei um die Spuren einer früheren Zerstörung handeln könnte. Denkbar wäre aber auch, dass nicht genügend Baumaterial vorhanden war.
Auf der Empore steht eine Orgel, die Carl Börger 1900 errichtete. Ihre Disposition wurde vor 1945 geändert. Das Werk ist unspielbar.
| I Manual C–f3 |            |    |
| 1.            | Gedackt    | 8′ |
| 2.            | Salicional | 8′ |
| 3.            | Prinzipal  | 4′ |
| 4.            | Rohrflöte  | 4′ |
| 5.            | Schwiegel  | 2′ |

| Pedal C–d1 |

Das Instrument ist im Jahr 2020 nicht spielbar.